# 巨體無線鰨
巨體無線鰨（学名：Symphurus megasomus），又名牛舌;龍舌、扁魚、皇帝魚、比目魚，为輻鰭魚綱鰈形目鰨亞目舌鰨科無線鰨屬下的一个种，分布於西北太平洋台灣東北部、東部海域，棲息深度200-640公尺，為深海魚類，體長可達14.7公分，棲息在大陸棚及大陸坡底層水域，生活習性不明。

## 扩展阅读
- 維基物種上的相關：巨體無線鰨